# Pat Crowley
Patricia "Pat" Crowley (Olyphant, 17 de setembro de 1933) é uma atriz norte americana. Seus papéis em Forever Female (1954) e Money from Home (1953) lhe renderam o Globo de Ouro de melhor atriz revelação.

## Carreira
Crowley interpretou Sally Carver no filme Forever Female (1954), estrelado por Ginger Rogers e William Holden. Ela estrelou como a Doutura Autumn Claypool ao lado de Dean Martin e Jerry Lewis em Money from Home (1953), e em seu último filme juntos Hollywood or Bust (1956), no qual interpretou Terry Roberts.
Co-estrelou com Rosemary Clooney o musical de 1954, Red Garters, e com Barbara Stanwyck e Fred MacMurray no drama de 1956, There's Always Tomorrow. Ela teve um papel ao lado de Tony Curtis no filme de drama esportivo The Square Jungle (1955) e no western Walk the Proud Land de Audie Murphy, e também apareceu em The Wheeler Dealers, de 1963, uma comédia estrelada por James Garner e Lee Remick.
Crowley estrelou como Judy Foster na versão televisiva de A Date with Judy na TV ABC em 1951.
Crowley fez participações especiais em muitas séries de televisão nas décadas de 1950 e 1960, incluindo o piloto de The Untouchables, The Lieutenant, Crossroads, The Alfred Hitchcock Hour, Riverboat, The DuPont Show with June Allyson, Rawhide (com Clint Eastwood), Wanted: Dead ou Alive (com Steve McQueen), The Eleventh Hour, The Roaring 20s, Cheyenne, Mr. Novak, The Twilight Zone, The Fugitive, 77 Sunset Strip, The Tab Hunter Show, The Andy Griffith Show e The Man from U.N.C.L.E.